# 龍咁威2003
《龍咁威2003》是一部2003年上映的香港電影。是由谷德昭導演，鄭中基及鄧麗欣領銜主演。於2003年8月21日上映。該電影被視為鄭中基在娛樂圈的翻身之作。

## 劇情
億萬富翁龍大雙（羅家英飾）之子龍威（鄭中基飾）因長年活於父親的庇蔭下，養成嬌生慣養的性格，然而其內心卻有著成為英雄的熱誠。大雙為改變其子性格，決意要他到警察學堂受訓，龍威在學堂受盡艱苦，決定四處搗蛋為求離開，此時他卻遇上夢中情人憫情（鄧麗欣飾）。在一次行動中憫情被擄，龍威捨命相救，終奪得美人歸，並立下大功。獲頒發英勇勳章時龍威向大雙致敬，並想起大雙常說的那句話：「我一係唔威，一威就要龍咁威﹗」

## 演員
| 演員          | 角色                     | 關係/暱稱 |
| 鄭中基        | 龍威                     | 警員9527 龍大雙之子 黃金舟、吳樹喜好友 暗戀丁憫情，後相戀 丁鐡、鄧十郎下屬 於續集《龍咁威II之皇母娘娘呢？》的故事發生前已與丁憫情分手                         |
| 鄧麗欣        | 丁憫情                   | 警員1312 龍威之女友 丁鐡之女 於續集《龍咁威II之皇母娘娘呢？》的故事發生前已與龍威分手，與黑人王子結為夫婦                                                     |
| 張達明        | 黃金舟                   | 警員7086 龍威、吳樹喜好友 丁鐡、鄧十郎下屬 |
| 李燦森        | 吳樹喜（國語版稱威而鋼） | 警員3721 龍威、黃金舟好友 丁鐡、鄧十郎下屬 |
| 曾志偉        | 丁鐵                     | 助理警務處長，後升為副警務處長 丁憫情之父 於續集《龍咁威II之皇母娘娘呢？》成爲剛果領事 龍威、黃金舟、吳樹喜、鄧十郎上司 梁璇之夫                              |
| 鄧梓峰        | 鄧十郎                   | 警校教官 高級督察 龍威、黃金舟、吳樹喜上司 丁鐡下屬 |
| 羅家英        | 龍大雙                   | 龍威之父，富商 |
| 米雪          | 梁璇                     | 總督察 丁憫情之母 丁鐡之妻 |
| 張智堯        | 阿志                     | 警員9413 學警之一 後被解雇 |
| 張學友        | 香港警察樂隊喇叭手       | 警長 友情客串 |
| 詹瑞文        | 綁匪首領                 | 綁架丁憫情 |
| 楊千嬅        | 葉孤紅                   | 警司 負責學警實習計劃 |
| 鄧健泓        | 煙花市民                 | 客串 龍威和丁憫情於煙花匯演中維持秩序時遇到的煙花市民 接受龍威以現金$50,000代替轉帳$100,000至其銀行戶口換取相機為龍威及憫情合照 痕身銀行戶口號碼：266-866-466 |
| 王凱韋        | 成哥                     | 毒梟，頭號通緝犯 |
| 谷德昭        | 空手道教練、軍火佬       | |
| 吳家樂        | 龍威公司發言人           | |
| 洪天明        | 足球員                   | |
| 林尚義        | 二當家                   | 黃金舟之父 |
| 王永健        | 三當家                   | 吳樹喜之父 |
| 沈卓盈        | 學警                     | |
| 馮勉恆        | 警察招募官               | 高級督察 |
| Brian Ireland | 助理警務處長             | |

## 歌曲
- 主題曲：〈猛龍特警隊〉 - 鄭中基
  - 作曲：菊池俊輔
  - 填詞：盧國沾
  - 原唱：石修

- 插曲：〈漣漪〉 - 鄭中基
  - 作曲、原唱：陳百強
  - 填詞：鄭國江

- 插曲：〈我代你哭〉 - 鄭中基
  - 作曲：鄭中基
  - 填詞：林夕

- 插曲：〈愛哭的人〉 - 鄭中基（〈我代你哭〉國語版）
  - 作曲：鄭中基
  - 填詞：陳少琪